# Perrignier
 Perrignier  es una comuna y población de Francia, en la región de Ródano-Alpes, departamento de Alta Saboya, en el distrito de Thonon-les-Bains y cantón de Thonon-les-Bains-Ouest.
Su población en el censo de 1999 era de 1.357 habitantes.
Está integrada en la Communauté de communes des Collines du Léman .

## Demografía
| 661 | 664 | 774 | 1090 | 1305 | 1357 |
| Para los censos de 1962 a 1999 la población legal corresponde a la población sin duplicidades (Fuente: INSEE [Consultar]) |     |     |      |      |      |